# سیارک ۹۷۰۵
سیارک ۹۷۰۵ (به انگلیسی: 9705 Drummen، نامگذاری:3137T-3) نه هزار و هفتصد و پنجمین سیارک کشف شده‌است که در ۱۶ اکتبر ۱۹۷۷ کشف شد.
قدر مطلق سیارک برابر ۱۳٫۵۰ است.